# Toonerville Rifa 13
Toonerville Rifa 13, также известная как Вилле или Банда злодеев — мексиканская уличная банда, действующая в округе Лос-Анджелес.

## История
Toonerville Rifa 13 оформилась в 1930-е годы на северо-востоке Лос-Анджелеса и юге пригорода Лос-Анджелеса Глендейла. До того, как в начале 1940-х банда стала использовать название Toonerville, она носила название «Latin Souls». Смена названия на «Toonerville» произошла в связи распространением локальной для этого региона шутки, связанной с известным в США комиксом Toonerville_Folks и снятым в 1935-м году по его мотивам мультфильмом Toonerville Trolley. Троллейбусный маршрут компании Pacific Electric, в окрестностях которого часто действовала банда, местные жители после выхода фильма стали называть Toonerville Trolley. Название перешло и на саму банду.
В 1960-х и 1970-х годах банда Toonerville была известна как участник многочисленных эпизодов со стрельбой, убийств, грабежей, нападений и краж со взломом, происходивших в Глендейле и его окрестностях.
Toonerville, также известная по сокращённому названию TVR 13, имеет богатую историю брутальной борьбы за влияние с конкурирующими уличными бандами и против полиции.
Один из участников банды, Timothy Joseph McGhee, был приговорён к смертной казни в 2009-м году за участие в трёх различных убийствах. Он также подозревался в участии ещё в 12 убийствах.
Банда претендует на контроль над территорией Глендейла, а также двух других пригородов Лос-Анджелеса — Этвоте Вилладж и Тихунга.